# Constante macabra

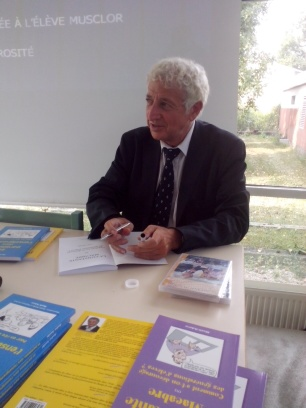
André Antibi propuso el concepto “constante macabra” como el origen de muchos fracasos académicos.

La constante macabra es un fenómeno que se observa al corregir exámenes por la norma, por tanto la proporción de malas notas es similar cualquiera sea el tema del examen y cualquiera sea el criterio, independientemente de la verdadera calidad de las respuestas dadas por los examinados.
El término fue creado en 1988 por André Antibi, investigador en didáctica, quien publicó un libro sobre el tema en 2003: «Por constante macabra, entiendo que los profesores inconscientemente siempre logran, bajo la presión de la sociedad, poner un cierto porcentaje de malas notas. Este porcentaje es la constante macabra».
Este fenómeno ha sido objeto de varios estudios, particularmente en el marco de la sociología y la antropología de la educación.   La teoría enfatiza el excesivo peso que tiene la nota y, sobre todo, la sistematización de las malas notas lo que lleva a una selección a través del aplazo con la consecuencia del desaliento y exclusión de muchos estudiantes. Este fenómeno está potencialmente presente en el sistema educativo francés como en muchos otros incluyendo los africanos y  latinoamericanos.

## Definición
La noción de constante macabra designa el hecho de que en el sistema educativo existe un porcentaje constante generalizado de malas notas, independientemente del nivel real de los alumnos en relación con los conocimientos requerido.
En otras palabras, las valoraciones se distribuirían más o menos en una curva de Gauss: muchas valoraciones medias, ni muy malas ni muy buenas y, en los extremos, unas cuantas muy buenas o muy malas. La distribución de la curva de Gauss puede ser natural, pero el problema no es la varianza sino la media que, muchas veces, se reajustará a un valor igual o inferior a la mitad de la puntuación máxima sin que necesariamente haya una correlación con el nivel de competencia de los alumnos. Por lo tanto, en relación con los objetivos de conocimiento, la media no se fijaría de forma absoluta en relación con el conjunto mínimo de conocimientos a adquirir sobre la materia sino en forma relativa al nivel de los demás alumnos. Así se logra una estandarización artificial de las notas tras la evaluación de todos los estudiantes. Más que tener en cuenta caso por caso respecto a un umbral de elementos de conocimiento a adquirir, se establece una prueba con referencia a la norma y a la graduación de la curva. 
Este concepto no solo se aplica a los cursos elitistas, sino también a los cursos en general de todos los niveles educativos. Así se crea una selección de estudiantes según la clase social en lugar de una selección absoluta y objetiva con respecto al nivel de conocimiento requerido.
La constante macabra está provocada por el entorno sociológico y educativo y no por algún tipo de malevolencia intrínseca de los docentes):
- La tendencia a castigar con el examen mucho más que la repetición de saberes. Esto empujaría a los evaluadores a crear pruebas con preguntas capciosas o incluso basadas en conocimientos meta académicos (por ejemplo, disponibles en el libro pero no estudiados en el programa o en clase) basadas en lugar del conocimiento y las habilidades adquiridas.[9]
- La credibilidad del examen, del profesor o de la institución frente a sus pares y la sociedad cuando la tasa de aprobación o las calificaciones son demasiado altas. Así se genera presión para establecer una tasa constante de reprobación con el fin de aumentar artificialmente el valor cualitativo percibido de los procesos de enseñanza-aprendizaje.[10]

La constante macabra, por lo tanto, «suspendería artificialmente a los estudiantes» y potencialmente resultaría en una desvinculación de la escuela de los estudiantes en situación de fracaso por un mecanismo cercano a la Indefensión aprendida.

## Encuestas y debates
- En 2006, André Antibi realizó una encuesta a 1.900 docentes en una veintena de regiones de Francia, con el resultado de que “el 95% de los docentes respondieron que “existe la constante macabra”, lo que significa que reconocen este porcentaje sistemático de malas notas”.[14]

- En octubre de 2011, un debate organizado por la Sgen-CFDT[15] reunió alrededor de 150 docentes-investigadores en torno a André Antibi para discutir el fenómeno de la constante macabra.

- En el otoño de 2011, comenzó a surgir el interés público sobre este fenómeno.

- El 11 de diciembre de 2014, André Antibi fue invitado a presentar su trabajo sobre la constante macabra y las diversas experiencias con otros sistemas de evaluación en el marco de la Conferencia Nacional de Evaluación de Francia.[16]